# Tideway

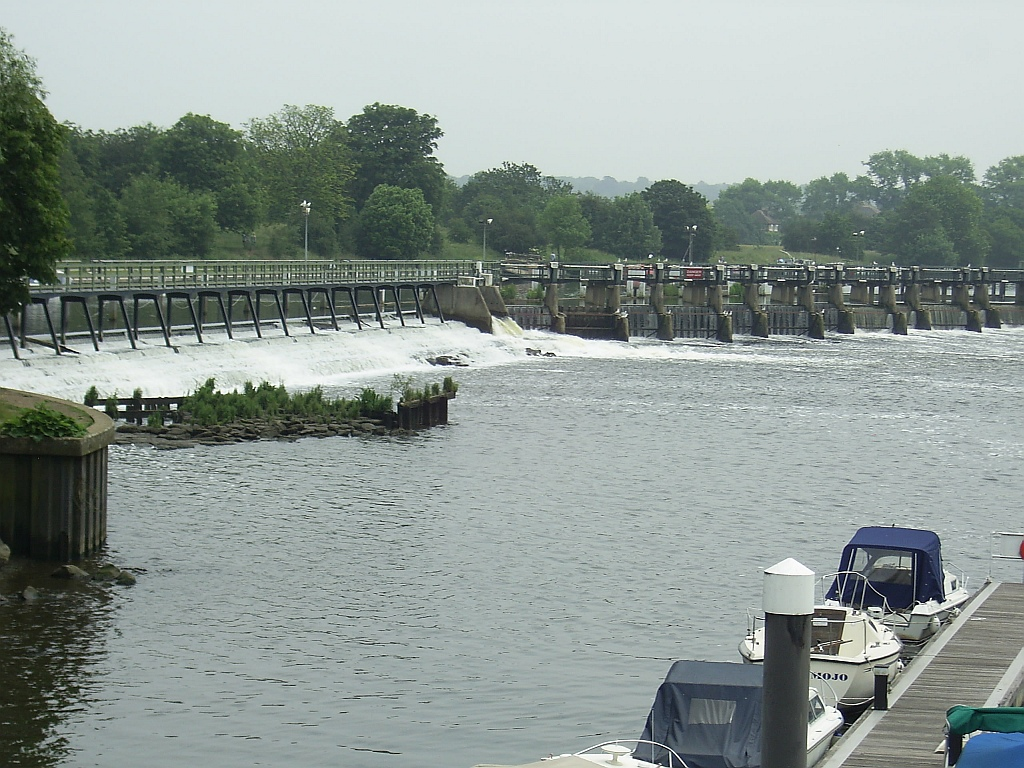
Teddington-Wehr mit Schleuse

Als Tideway (deutsch Tideweg) wird in Großbritannien der Unterlauf der Themse bezeichnet, der durch die Gezeiten der Nordsee beeinflusst wird. Er hat eine Länge von rund 90 Kilometer und reicht von der Mündung in die Nordsee am Canvey Island bis hinauf zum Teddington-Wehr im Londoner Stadtteil Teddington. Für den Pegel an der London Bridge wird eine offizielle Gezeitentabelle veröffentlicht. Der Tidenhub kann bis zu sieben Meter betragen, dessen auflaufende Phase deutlich kürzer ist als die Zeit für den ablaufenden Tidestrom.
Ein Teilbereich des Tideway ist der Pool of London, der den ursprünglichen Londoner Hafen markiert. Dieser Teil ist noch für Seeschiffe befahrbar und erstreckt sich flussaufwärts vom Stadtteil Greenwich über Tower Bridge bis zur London Bridge. Unterhalb des Stadtteils Greenwich steht im Tideway das 1984 eingeweihte Sturmflutsperrwerk Thames Barrier.

## Schiffsverkehr

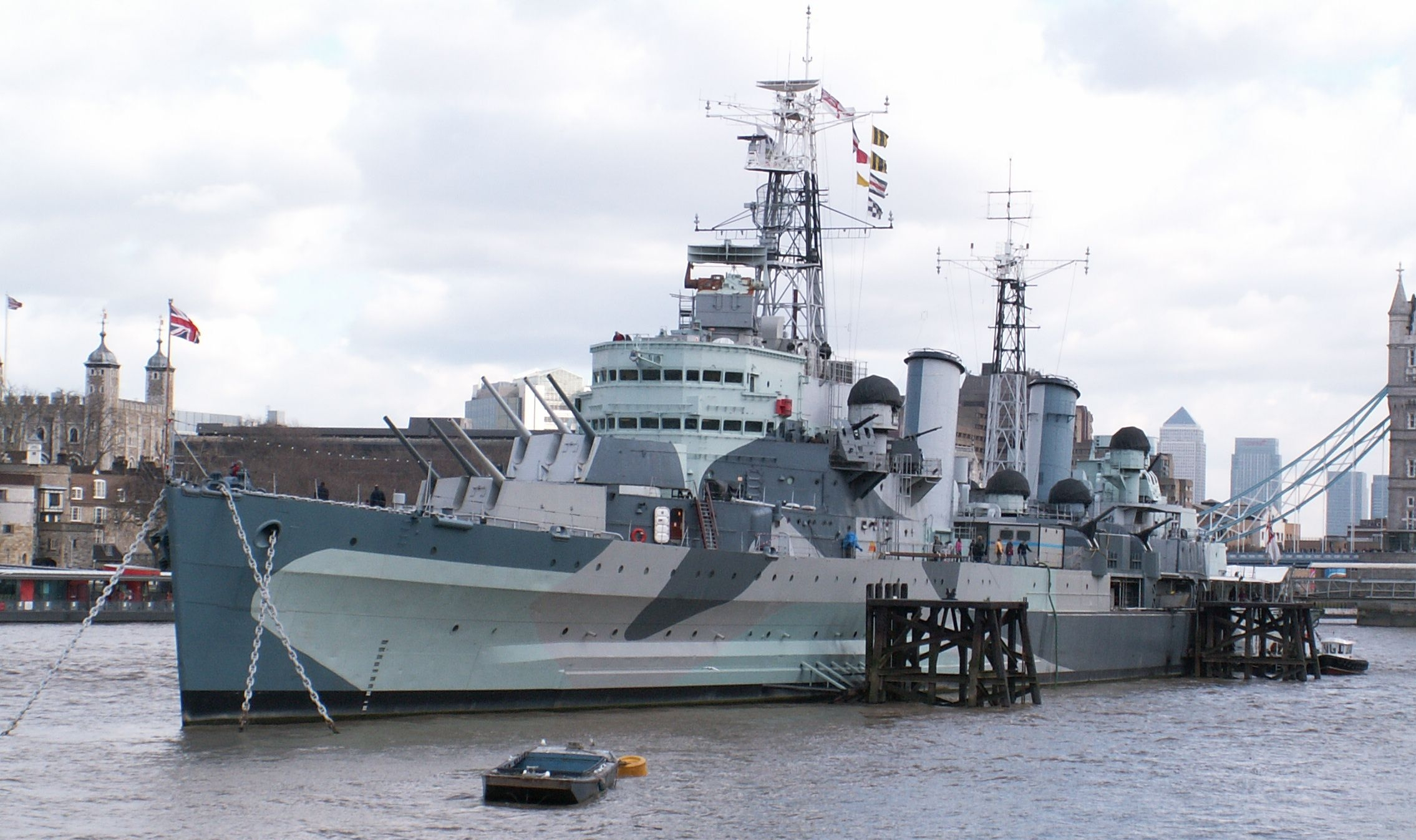
Museumsschiff HMS Belfast

Der Pool von London wird kommerziell kaum noch genutzt. Gelegentlich laufen Kreuzfahrtschiffe oder Kriegsschiffe diesen Teilbereich an und machen neben der Belfast fest. Der Tideway im Bereich der Innenstadt wird hauptsächlich von Ausflugsbooten genutzt, die vom Fluss her die Sehenswürdigkeiten zwischen dem Parlament und der Tower Bridge ansteuern. Daneben werden Taxibootdienste angeboten und es verkehren kleinere Ver- und Entsorgungsboote. Während des Auffahrens des Thames Tideway Tunnel erfolgt regelmäßiger Schiffsverkehr für den An- und Abtransport von Material und Aushub.
Als einst größter Hafen der Welt hat sich der heutige Londoner Hafen in Richtung Tideästuar verlagert, wo die modernen Schiffe mit großem Tiefgang verkehren können. Bisheriger Mittelpunkt war der Hafen Tilbury, der zu den drei größten Container-Umschlagshäfen in Großbritannien gehört. Über den Dockhafen verkehren Fähren, Massengutfrachter (Bulk Carrier) und Autotransporter. Daneben werden Kreuzfahrtschiffe am London-Tilbury Cruise Port abgefertigt.
Seit 2013 wächst weiter unterhalb von Tilbury an der Nordseite des Mündungstrichters der Themse der neue Containerhafen London Gateway. Mit seiner rund 3 km langen Kaianlage wird die Abfertigung von 400 Meter langen Containerschiffe direkt am Strom der Themse ermöglicht. In Fließrichtung dahinter schließt sich Canvey Island an, wo ein Großteil des Ölumschlags abgewickelt wird. Weitere Hafenanlagen liegen in Höhe der Queen Elizabeth II Bridge, wo auf der Nordseite weitere Öllager und Raffinerien zu finden sind. Auf der gegenüber liegende Seite werden RoRo-Schiffe abgefertigt.

## Wassersport

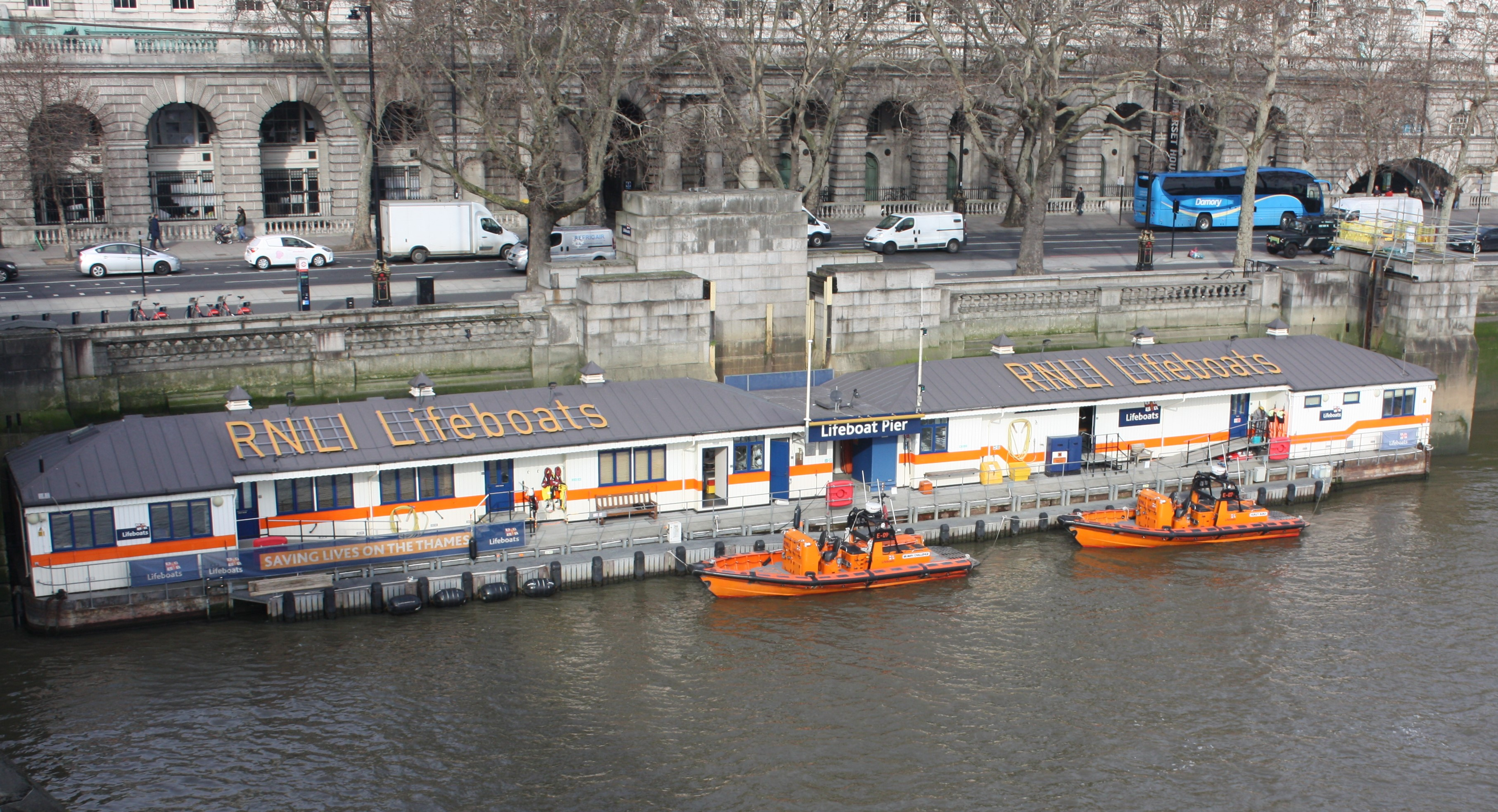
Pier der RNLI Tower Station

Wegen der starken Gezeitenströmung, besonders in den Brückenöffnungen, ist der Bereich des Pools für sportliche Aktivitäten ungeeignet. Die englische Seenotrettungsorganisation Royal National Lifeboat Institution unterhält seit 2002 vier Rettungsstationen, von denen die Tower-Station die Einsatzstatistik für ganz Großbritannien anführt. Die rund um die Uhr besetzte Station verzeichnete 2019 insgesamt 521 Einsätze.
Wassersport wird erst oberhalb der Putney Bridge betrieben, der hauptsächlich aus Segeln und Rudern besteht. Bekannt ist das Boat Race zwischen den Universitäten Oxford und Cambridge. Für traditionelle Ruderboote findet jährlich auf der Strecke von Greenwich nach Ham das Great River Race statt. Daneben sind Segler im Mündungstrichter der Themse unterwegs.

## Umweltschutz

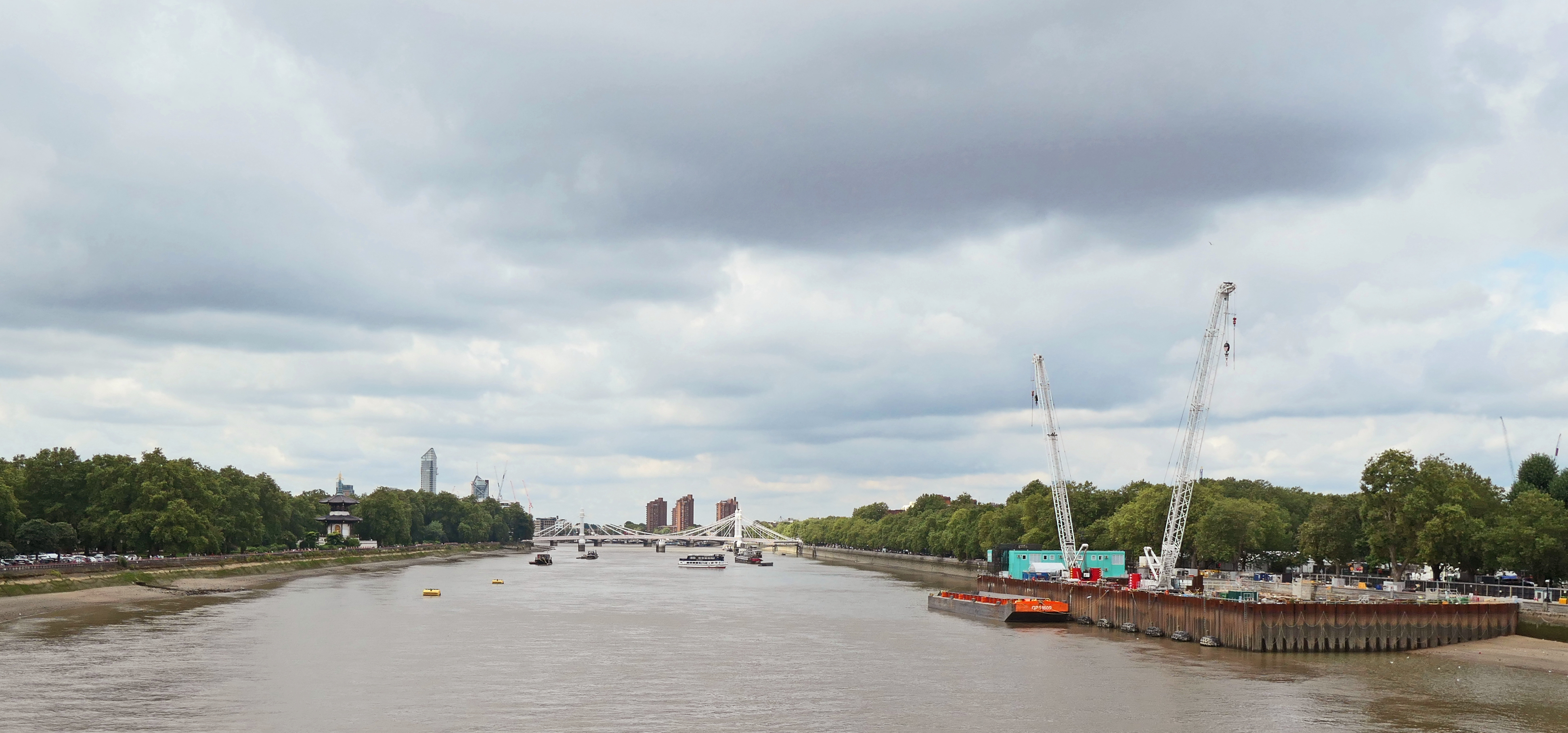
Bau des Abwassersammlers

Obwohl durch Umweltschutzmaßnahmen die Wasserqualität in der Themse verbessert wurde, ist das Ökosystem stark gestört und zeigt eine Verarmung der Artenvielfalt. Dies liegt vor allem an den Einleitungen von Schmutzwasser aus dem Londoner Abwassernetz, das in seinen Grundstrukturen immer noch die Hauptlast der Stadtentwässerung trägt. Das im 19. Jahrhundert konzipierte Mischwassernetz besitzt zum Schutz vor Überlastung und Rückstau Überläufe in die Themse. Aufgrund der Zunahme der Bevölkerung und Flächenversiegelung bringt schon ein Niederschlag von 2 mm Regenhöhe das System an seine Grenzen, sodass nahezu wöchentlich unbehandeltes Schmutzwasser in die Themse eingeleitet wird. Wegen der Verletzung von EU-Regeln und der Androhung von Sanktionsmaßnahmen war Thames Water als  Betreiber des Abwassernetzes gezwungen, diese unerlaubten Einleitungen abzustellen. Als Gegenmaßnahme ist das Vorhaben Thames Tideway gestartet worden. Es ist das größte und teuerste Projekt in der Geschichte von Thames Water und wird mit Kosten von 4,2 Milliarden Pfund Sterling veranschlagt. Im Endausbau wird ein 25 Kilometer langer Stauraumkanal von 7,2 Meter Durchmesser unter der Themse von West nach Ost verlaufen, damit das abgeschlagene Abwasser gesammelt und zur Kläranlage in Beckton geleitet werden kann. Fertigstellung ist für 2025 vorgesehen.